# 神偷奶爸3
《神偷奶爸3》（英語：Despicable Me 3）是一部2017年美國喜劇3D動畫片，是《神偷奶爸系列》的第三部作品，由環球影業及照明娱乐製作，首部兩家合作的電腦動畫電影，三部作品都是皮爾·柯芬與克里斯·雷納德執導、辛柯·保羅與肯·多利歐編劇。史提夫·卡爾、米蘭達·科斯格羅夫重新詮釋之前的角色；粵語版本由黎耀祥、陳法拉及黃偉文三人擔任主配音；台灣國語版本由胡瓜、王彩樺等參與配音；大陸國語版本由長影集團譯製片製作有限責任公司譯製，大张伟、孟令軍、王曉巍擔任主配音。臺灣和香港於6月29日上映，美國和英國於6月30日上映，中國大陸則於7月7日上映。《神偷奶爸3》上映後在全球獲得了超過10億美元的票房佳績。續集《神偷奶爸4》定於2024年7月23日上映。

## 劇情
曾是神憎鬼厭的大壞蛋格魯改邪歸正並與女特務露西喜結良緣。這次格魯（Gru）在尋找自己失散多年的孿生兄弟德魯（Dru）的同時，對抗1980年代的童星巴瑟薩布萊德（Balthazar Bratt），他一直沉迷在自己的角色中，而他亦將成為格魯最可怕的勁敵。面臨失業、中年危機和小小兵的背叛，格魯能否痛定思痛並重出江湖，與巴瑟薩布萊德展開正邪較量，並重奪「神偷奶爸」的地位？

## 配音员
| 配音            | 配音     | 配音   | 配音   | 角色                             |
| 美國            | 台灣     | 香港   | 大陸   | 角色                             |
| --------------- | -------- | ------ | ------ | -------------------------------- |
| 史提夫·加維     | 胡瓜     | 黎耀祥 | 孟令军 | 格魯（Gru）                      |
| 史提夫·加維     | 胡瓜     | 邱萬城 | 孟令军 | 德魯（Dru）                      |
| 克莉絲汀·薇格   | 王彩樺   | 陳法拉 | 王晓巍 | 露西（Lucy Wilde）               |
| 特雷·帕克       | 郭霖     | 黃偉文 | 大张伟 | 巴瑟薩布萊德（Balthazar Bratt）  |
| 米蘭達·蔻思葛芙 | 歐陽妮妮 | 賴芸芬 | 牟珈论 | 毛毛（Margo）                    |
| 達娜·蓋爾       | 歐陽娜娜 | 麥智鈞 | 杨鸣   | 蒂蒂（Edith）                    |
| 奈薇·史嘉瑞     | 歐陽娣娣 | 梁綺庭 | 程子晏 | 安安（Agnes）                    |
| 皮爾·柯芬       | 鄭雅分   |        |        | 梅爾及其它小小兵（Mel, Minions） |
| 皮爾·柯芬       | 鄭蕙玲   |        |        | 博物館員（Museum Director）      |
| 史提夫·庫根     | 徐健春   | 高翰文 | 陆建艺 | 紀畢谷（Silas Ramsbottom）       |
| 史提夫·庫根     | 陳幼文   | 高翰文 | 杨波   | 佛利茲（Fritz）                  |
| 茱莉·安德絲     | 龐碧枝   | 雷思蘭 | 隋桂凤 | 格魯媽媽（Marlena Gru）          |
| 珍妮·斯蕾特     | 林沛苓   | 覃恩美 | 孟丽   | 凡樂莉（Valerie Da Vinci）       |
| 安迪·奈曼       | 許效舜   | 張振聲 |        | 克萊夫 （Clive)                  |
| 安德烈·西斯卡托 | 翁立友   | 陳健御 | 高晗   | 尼可（Niko）                     |
| 麥可·比提       | 陳幼文   | 陳旭恆 |        | 節目主持（TV Show Host）         |
| 約翰·西甘       | 蔡小虎   |        |        | 其他配角                         |

## 迴響

### 評價
爛番茄新鮮度59%，平均得分5.7/10
；Metacritic上專業影評得分為49，IMDB上得6.6分，評價兩極，低於《神偷奶爸》系列兩部正傳。

### 票房
台灣方面，首週四天票房為新台幣6660萬元；次週票房累計至新台幣1.23億元；最終全台票房為新台幣1.82億元。
| 上一届： 《變形金剛5：最終騎士》   | 2017年美國週末票房冠軍 第26週     | 下一届： 《蜘蛛人：返校日》   |
| 上一届： 《變形金剛5：最終騎士》   | 2017年台北週末票房冠軍 第26週     | 下一届： 《蜘蛛人：返校日》   |
| 上一届： 《變形金剛：終極戰士》    | 2017年香港週末票房冠軍 第27週     | 下一届： 《蜘蛛俠：強勢回歸》 |
| 上一届： 《变形金刚5：最后的骑士》 | 2017年中国内地一周票房冠军 第28周 | 下一届： 《悟空传》           |

## 原聲帶
電影原聲帶於2017年6月23日發行。

### 曲目
| 曲序     | 曲目                        | 演出者                     | 时长  |
| -------- | --------------------------- | -------------------------- | ----- |
| 1.       | Yellow Light                | 法瑞尔·威廉姆斯            | 3:37  |
| 2.       | Hug Me                      | 法瑞尔·威廉姆斯、特雷·帕克 | 2:20  |
| 3.       | Bad                         | 迈克尔·杰克逊              | 4:07  |
| 4.       | Take on Me                  | a-ha                       | 3:46  |
| 5.       | Papa Mama Loca Pipa         | The Minions                | 1:29  |
| 6.       | There's Something Special   | 法瑞尔·威廉姆斯            | 3:44  |
| 7.       | Tiki Tiki Babeloo           | The Minions                | 1:13  |
| 8.       | Freedom                     | 法瑞尔·威廉姆斯            | 2:43  |
| 9.       | Doowit                      | 法瑞尔·威廉姆斯            | 4:02  |
| 10.      | 99 Luftballons              | Nena                       | 3:52  |
| 11.      | 跟上旋律                    | 麥當娜                     | 4:44  |
| 12.      | Chuck Berry                 | 法瑞尔·威廉姆斯            | 3:15  |
| 13.      | Fun, Fun, Fun               | 法瑞尔·威廉姆斯            | 3:25  |
| 14.      | Despicable Me               | 法瑞尔·威廉姆斯            | 4:15  |
| 15.      | Despicable Me 3 Score Suite | Heitor Pereira             | 4:05  |
| 16.      | Malatikalano Polatina       | The Minions                | 0:37  |
| 总时长： | 总时长：                    | 总时长：                   | 51:14 |

### 商業榜單
| 排行榜（2017年）                    | 排行榜 最高位置 |
| ----------------------------------- | --------------- |
| 澳大利亞專輯榜（ARIA）              | 76              |
| 美國（《告示牌》Soundtrack Albums） | 17              |

## 備註
1. ↑  依照電影上映次序。
2. ↑  依照電影上映次序。

## 外部連結
- 互联网电影数据库（IMDb）上《神偷奶爸3》的资料（英文）
- 爛番茄上《神偷奶爸3》的資料（英文）
- Box Office Mojo上《神偷奶爸3》的資料（英文）
- AllMovie上《神偷奶爸3》的资料（英文）
- Metacritic上《神偷奶爸3》的資料（英文）
- 開眼電影網上《神偷奶爸3》的資料（繁體中文）
- 时光网上《神偷奶爸3》的資料（简体中文）
- 豆瓣电影上《神偷奶爸3》的資料 （简体中文）